# Anders Klarström
Ralph Carl Anders Klarström, numera Rådlund, född 17 december 1965 i Högsbo församling i Göteborg, är en svensk före detta politiker. Han var mellan 1989 och 1995 partiledare (till en början talesperson) för Sverigedemokraterna.
Anders Klarström var i tonåren en politisk sökare och deltog i möten med Moderaterna, Europeiska arbetarpartiet och andra politiska grupperingar. Han deltog 1984 även i i Nordiska rikspartiets verksamhet, ett parti han senare tog avstånd från. Under denna tid ringde han ett anonymt, hotfullt och antisemitiskt telefonsamtal till underhållaren Hagge Geigert. För detta hotsamtal dömdes Klarström senare till dagsböter.
Under Klarströms tid som partiets ledare (till en början talesperson, posten som partiordförande skapades 1992) för Sverigedemokraterna växte partiet från 1 118 röster i riksdagsvalet 1988 till 13 954 röster 1994. Partiet erövrade även sina första kommunala mandat i Höörs kommun och Dals Eds kommun i valet 1991. Båda mandaten besattes av kvinnor. Klarström deltog i flera TV-debatter, bland annat Diskutabelt 1989, Nattkafé 1989 och i flera nyhetsinslag fram till 1994. 
Klarström deltog i utformningen av Sverigedemokraternas första partiprogram 1989, vilket han presenterade på en presskonferens 1989. År 1993 skrev han största delen i den uppdaterade versionen av SD:s partiprogram som då fastslogs. Klarström utvecklade även ett handlingsprogram i EG-frågan 1993. Han deltog i många närradiosändningar i Stockholm och hade en fast ledarspalt i partiets tidning SD-kuriren fram till 1995. Han höll även flera tal i samband med Engelbrektsdemonstrationerna mellan 1991 och 1994, Trollhättan 1993 och 1994. Han höll tal i Almedalen 1991, 1993 och 1994.